# Malcolm Carmichael
Pour les articles homonymes, voir Carmichael.
Malcolm Carmichael, né le 8 septembre 1955, est un rameur d'aviron britannique.

## Palmarès

### Jeux olympiques
- 1980 à Moscou
  -  Médaille de bronze en deux sans barreur[1]